# Curry giallo
Il curry giallo (in thailandese แกงกะหรี่, kaeng kari, pronuncia IPA: [kɛ̄ːŋ kā.rìː]; in inglese: yellow curry) è una pietanza tipica della Thailandia. Trae le sue origini dalla cucina islamica e combina la tradizione dei curry thailandesi con il sapore di ingredienti come la curcuma, la polvere di curry e lo zenzero tipici della gastronomia indiana. Assieme al curry rosso e al curry verde è il più popolare dei curry thailandesi. L'utilizzo della crema di cocco lo rende meno piccante di altri curry thailandesi. Viene di solito preparato con il pollo, ma si può cucinare con altri tipi di carne, pesce, frutti di mare e anche per i vegetariani.

## Il nome
Il termine con cui viene chiamato in Thailandia, kaeng kari, significa letteralmente curry al curry in polvere, mentre il termine curry giallo, yellow curry in inglese, è quello usato con i turisti stranieri in Thailandia e nei ristoranti thailandesi all'estero. Esiste un altro tipo di curry thailandese, il kaeng lueang, caratteristico della Thailandia del Sud, che tradotto letteralmente vuol dire curry giallo, ma è sostanzialmente diverso dal kaeng kari: è una versione del popolare curry aspro, kaeng som, con l'aggiunta di curcuma che conferisce un colore giallo.

## Preparazione

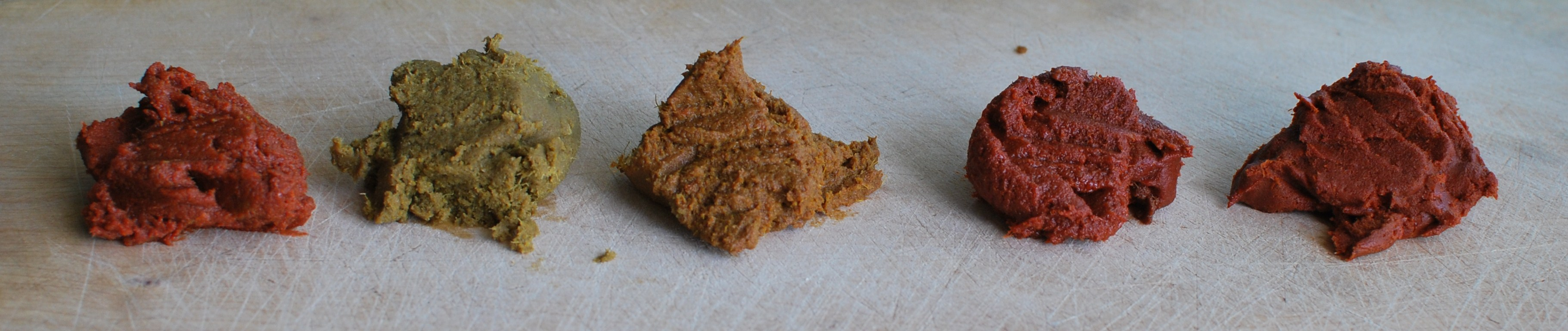
Pesti di curry thailandesi, al centro quello di curry giallo

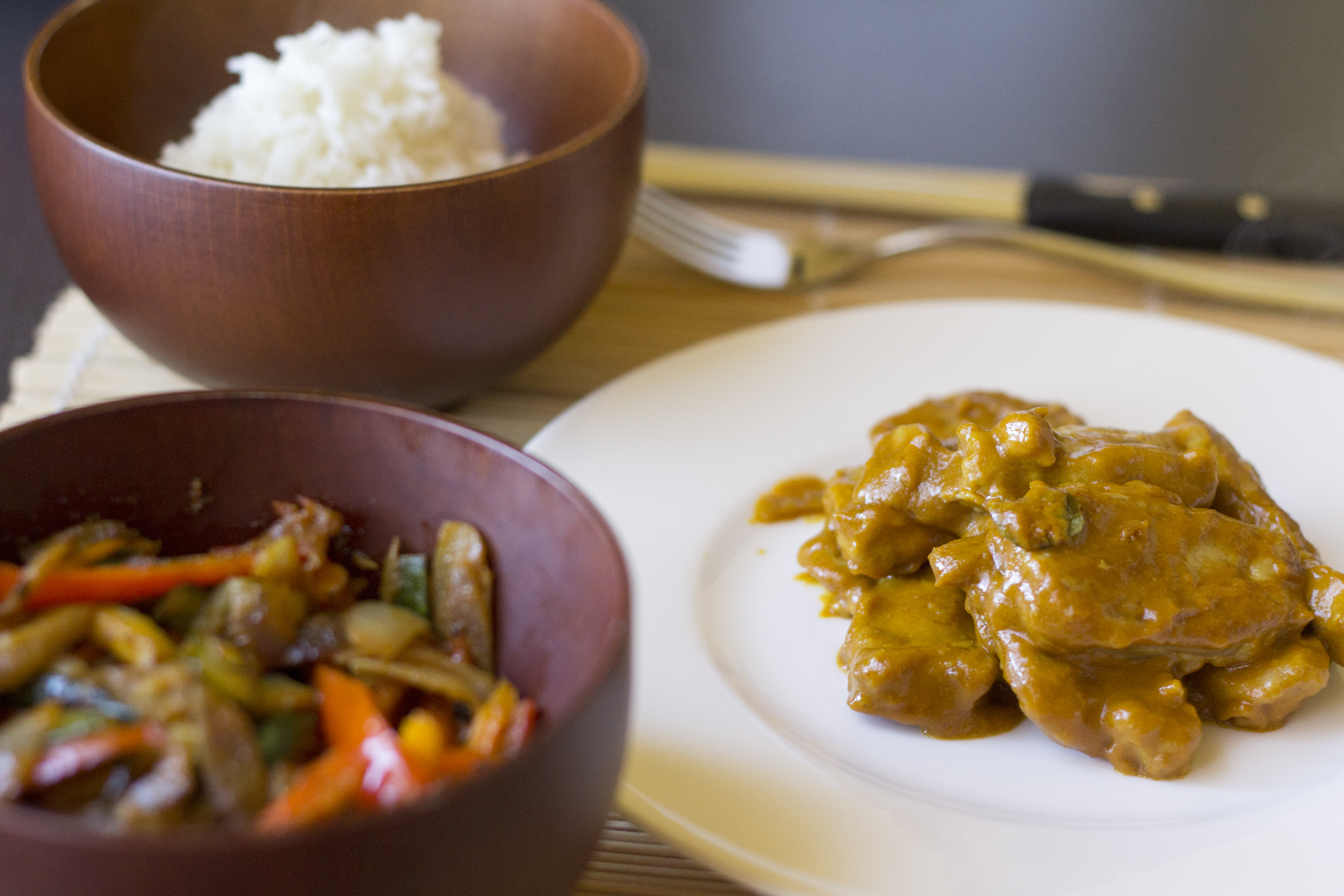
Curry giallo con maiale
Kaeng kari mu

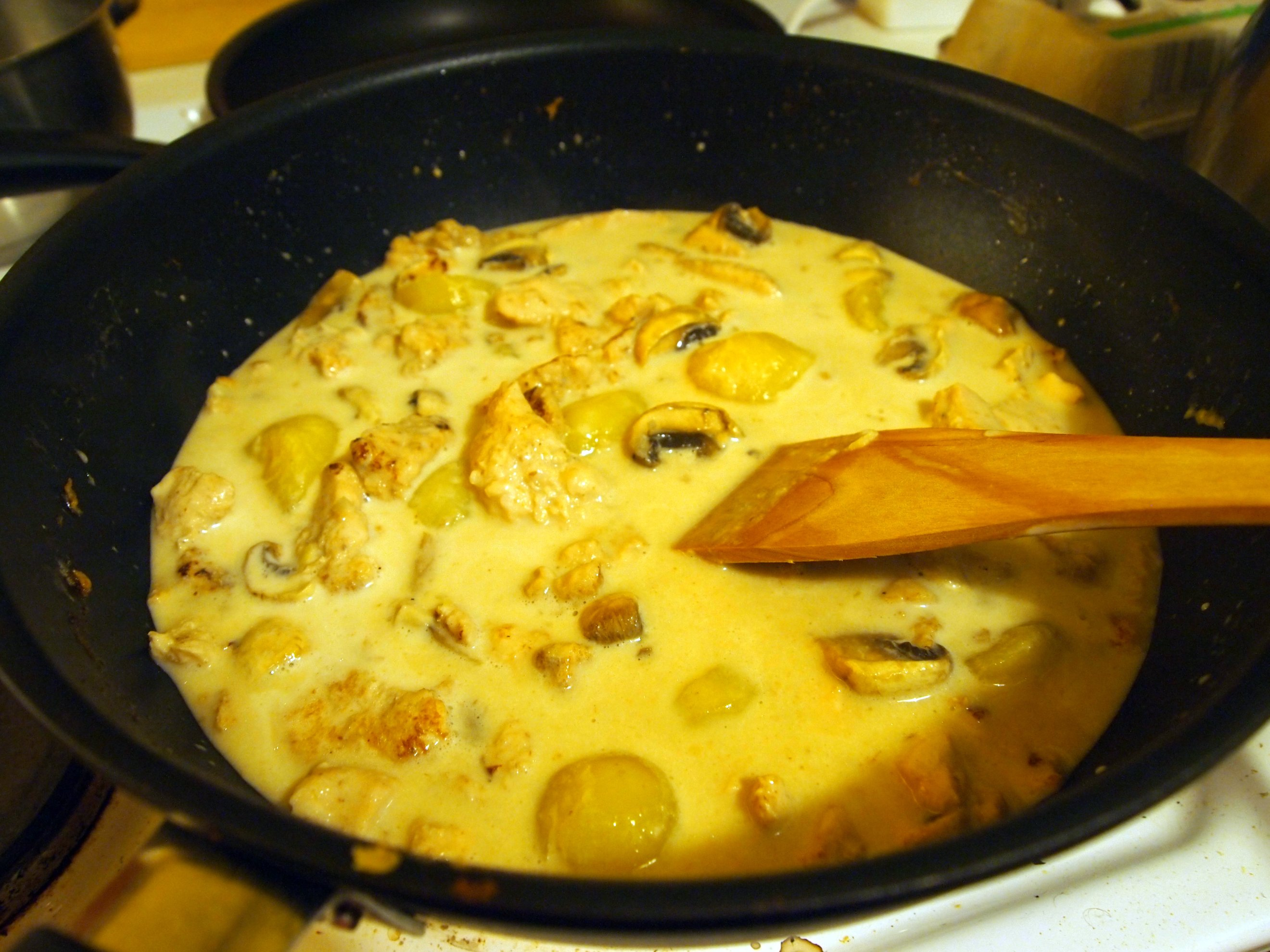
Curry giallo in cottura

### Pesto
Il pesto di curry giallo si trova già confezionato in commercio e bisogna fare attenzione a non confonderlo con il pesto di kaeng lueang. Si può anche preparare pestando in un mortaio gli ingredienti della seguente lista da scegliere a seconda della ricetta e dei propri gusti:
- semi di coriandolo
- semi di cumino
- pepe bianco o nero abbrustolito e macinato
- peperoncini rossi secchi piccanti abbrustoliti per qualche minuto
- sale
- citronella
- galanga tagliata fine
- zenzero tagliato fine
- polvere di curry
- scalogno tagliato fine
- aglio tagliato fine
- curcuma macinata
- pasta di gamberetti

Il pesto di curry giallo può essere conservato in frigo per una settimana o in congelatore per sei mesi; viene utilizzato anche per la preparazione di altri piatti, come per esempio il riso fritto o stufati di verdura.

### Cottura
Nel corso della cottura, oltre al pesto di curry giallo vanno utilizzati i seguenti ingredienti: crema di cocco, acqua (o brodo di pollo per renderlo più saporito), salsa di pesce, zucchero di palma, pasta di tamarindo, carne (pollo, manzo, maiale) o pesce o frutti di mare (gamberi) a scelta, ortaggi a scelta (patate, cipolle, scalogno). In alcune ricette è prevista l'aggiunta di cardamomo, foglie di combava, scorza e succo di limetta e cannella. Per il curry giallo al pollo vengono di solito utilizzati come ortaggi patate e cipolle.
Scaldare parte della crema di cocco e prima che bollisca aggiungere il pesto, fare quindi cuocere fino a quando il composto diventa denso e fragrante. Aggiungere la carne desiderata con un'altra parte della crema di cocco; fare bollire e aggiungere quindi la salsa di pesce e lo zucchero di palma. Continuare a mescolare versando un po' alla volta la crema di cocco rimasta, aggiungendo acqua o brodo quando si addensa troppo. Quando la carne è prossima alla cottura aggiungere patate, cipolle e/o gli altri ortaggi scelti e altra acqua o brodo. Fare attenzione che non si asciughi troppo e fare bollire fino a quando gli ortaggi sono cotti, senza che le patate si sfaldino. Verso fine cottura si possono aggiungere pomodorini ciliegia e basilico thai o coriandolo.
Nel caso l'ingrediente principale richieda solo pochi minuti di cottura, come nel caso dei gamberi, va aggiunto verso fine cottura, dopo aver fatto bollire e insaporire il pesto di curry con brodo di pollo per alcuni minuti. Per un piatto vegetariano, va preparato o trovato in commercio un pesto senza pasta di gamberetti e in fase di cottura si usa salsa di soia invece di quella di pesce.

## Servizio in tavola
Si può servire sui piatti cospargendolo con scalogno fritto croccante cotto separatamente. Si serve preferibilmente con riso Jasmine cotto al vapore e assieme a un'insalata di cetriolo, scalogno, peperoncino e aceto. Sulle tavole thailandesi viene di solito posto un contenitore con nam pla phrik, salsa di pesce con aglio, limone e peperoncini thai verdi tagliati fini, nel caso che il cibo sia povero di sale e per renderlo più piccante.